# سلحفاة تكساس
سلحفاة تكساس هي نوع من السلاحف البرية التي تنتمي إلى جنس السلاحف الأمريكية، وإحدى أربعة أنواعٍ من السلاحف المتوطنة في قارة أمريكا الشمالية. تعيش في منطقة تمتدُّ من جنوب ولاية تكساس الأمريكية جنوباً إلى ولايات كواهويلا ونويفو ليون وتاماوليباس المكسيكية. اسم النوع "Gopherus berlandieri" هو تكريم لعالمة الأحياء البلجيكية جين لويس برلانديير، كما وتسمى أحياناً «سلحفاة برلانديير» تيمناً بها. يصنفها الاتحاد العالمي للحفاظ على الطبيعة كنوعٍ غير مهدد بالانقراض، إلا إنَّها تعد مهددة ضمن نطاق ولاية تكساس، ولذلك فإنَّها حيوان محميٌّ بموجب قانون الولاية، ومن غير القانوني صيدها أو تربيتها منزلياً.

## السلوك
سلحفاة تكساس - على النقيض من السلاحف الأمريكية الأخرى - لا تحفر أوكارها في الرمال. وهي تفضل العيش في الأراضي العشبية الجافَّة المغطاة بالشيجرات والنباتات العصارية، التي تفضّلها على غيرها من النباتات. كما إنَّها تحب من الفاكهة ثمار الصبار، مثل الإجاص الشائك.

## معرض صور

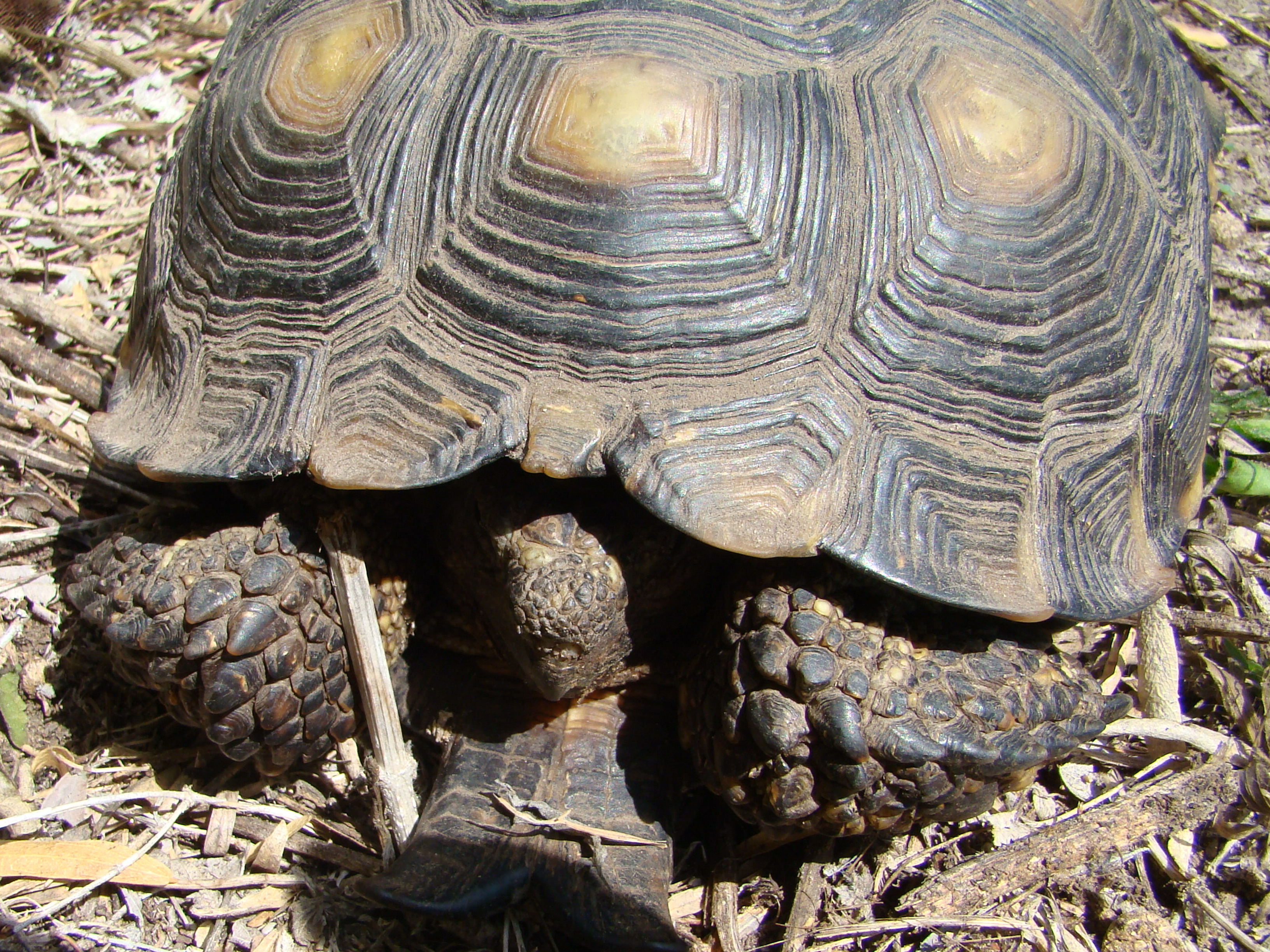
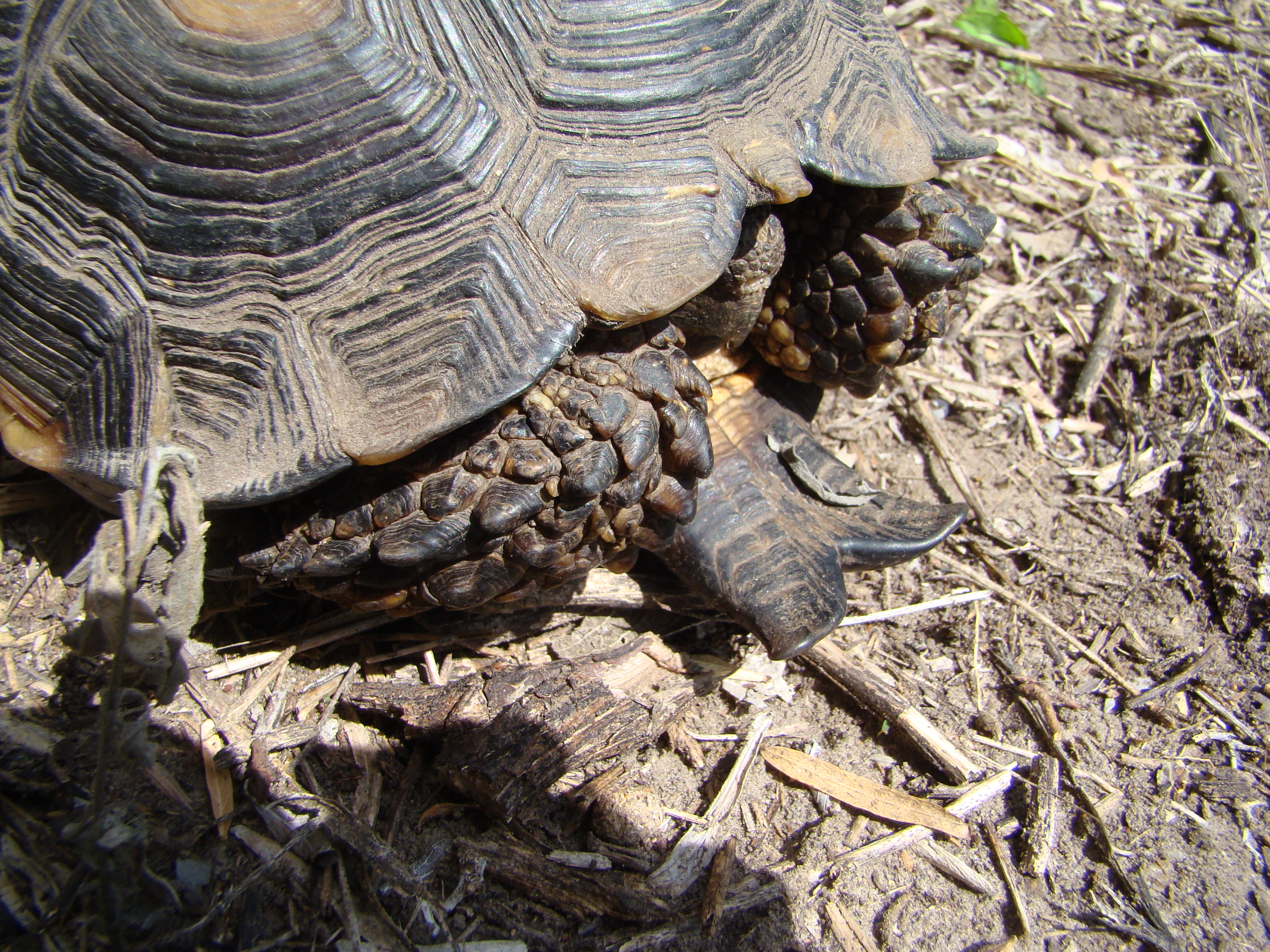
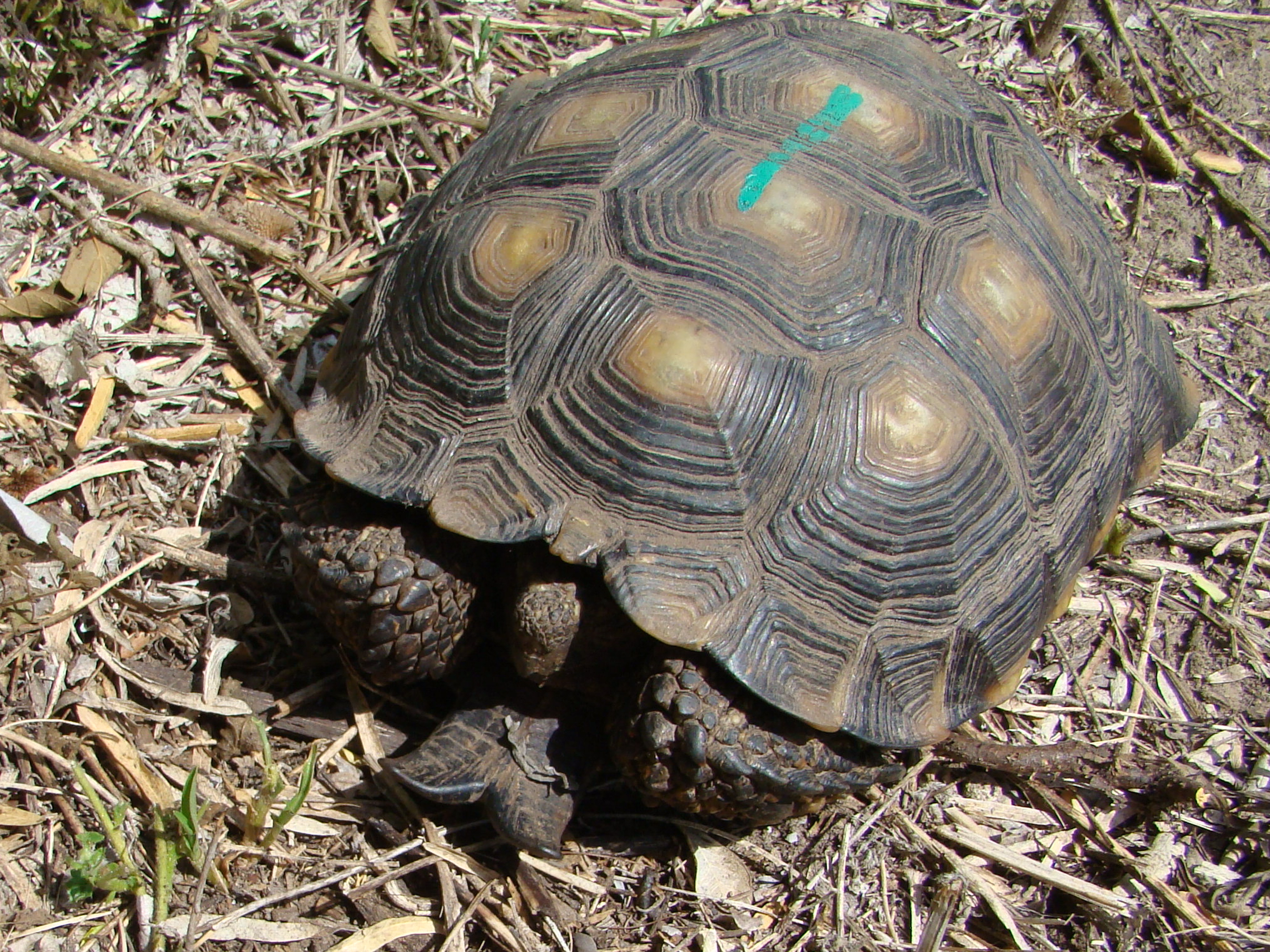
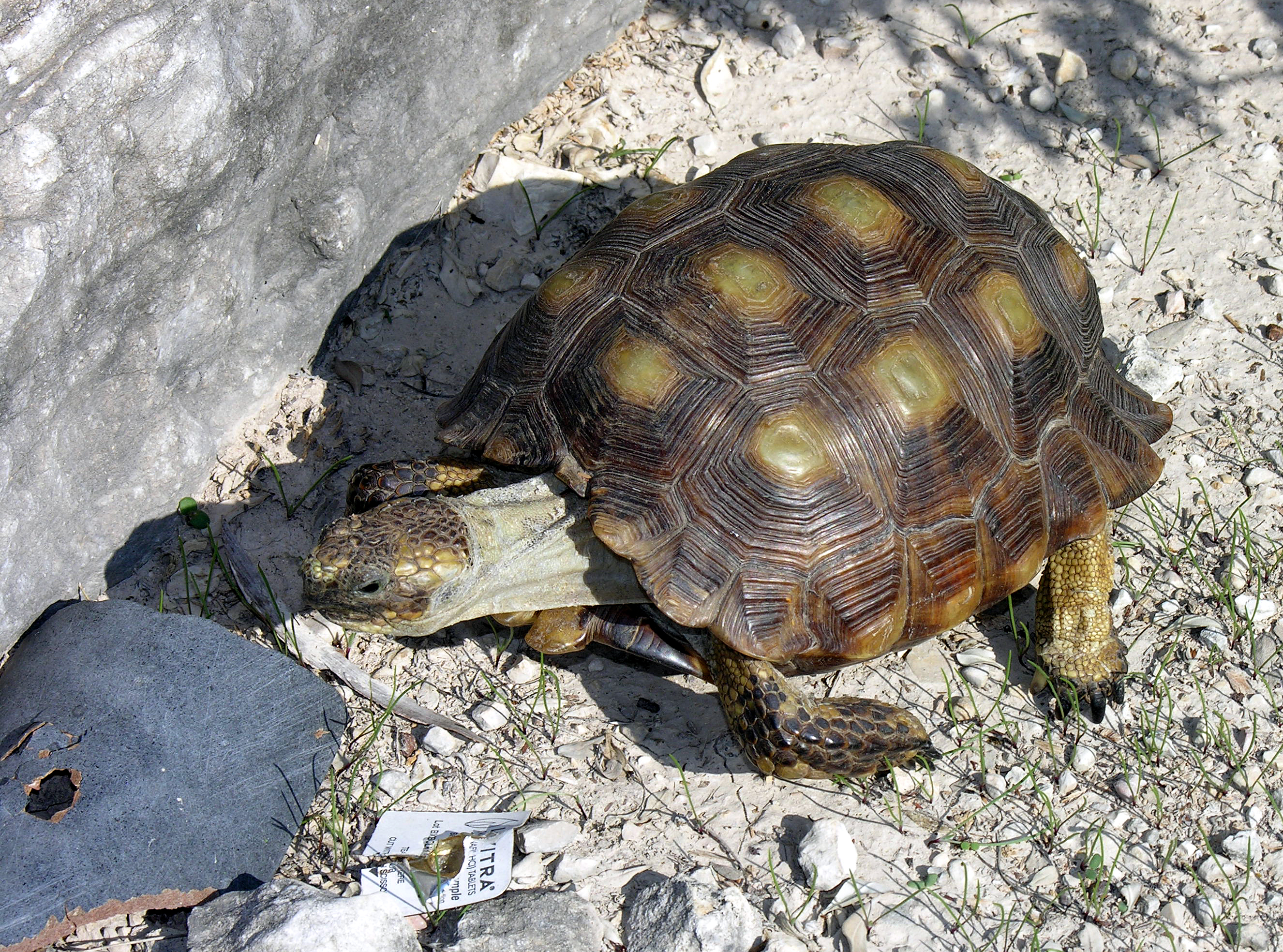